# HD22634
HD22634 — хімічно пекулярна зоря спектрального класу A2, що має видиму зоряну величину в смузі V приблизно  6,7.
Вона  розташована на відстані близько 357,2 світлових років від Сонця.